# Casa de Arcouce
A Casa do Arcouce, situada na freguesia de S. Paio de Loivos do Monte, Município de Baião, é um edifício do século XVIII com acrescentos do século XIX e do XX.
Está classificada como Imóvel de Interesse Público desde 1996.
A pedra de armas, sobre a entrada principal, ostenta os apelidos AZEREDO, PINTO, ARAÚJO e MELO, de António de Azeredo Pinto de Araújo e Melo, senhor da Casa de Penalva, em Ancêde, no Concelho de Baião.
A Capela, cujo orago é Santo António de Lisboa, foi construída no princípio do século XIX por D. Rosa Joaquina de Freitas viúva de António de Azeredo.